# حرية الاعتقاد في تشاد
ينصّ دستور تشاد على حرية الاعتقاد، وعلى الرغم من ذلك تحصر الحكومة هذا الحق أحياناً في فئات معينة. لا ترد أي تقارير متعلقة بالإساءات المجتمعية أو تمييز قائم على المعتقد أو الممارسات الدينية إلا نادراً. تتعايش الطوائف الدينية المتعددة بلا مشاكل عموماً، إلا أن هذا لا ينفي الإبلاغ عن بعض التوترات بين الجماعات الإسلامية المختلفة فيما بعضها وبين المسلمين والمسيحيين. 

## الديموغرافية الدينية
تبلغ مساحة تشاد 495,755 ميل مربع (1,284,000 كيلومتر مربع) ويبلغ عدد سكان البلاد 9,885,700 نسمة؛ نصفهم من المسلمين وثلثهم تقريباً من المسيحيين، أما البقية فيمارسون المعتقدات الدينية المحلية أو لا يؤمنون بالدين على الإطلاق. يمارس معظم الشماليين الشعائر الإسلامية، بينما يمارس أغلب الجنوبيين الشعائر المسيحية أو المعتقدات الدينية المحلية للسكان الأصليين. وعلى الرغم من ذلك، أصبحت الأنماط السكانية أكثر تعقيداً وخصوصاً في المناطق الحضرية، حيث تشير الأدلة المتناقلة إلى أن هناك تزايد في اعتناق الإسلام في المناطق التي اعتنقت المسيحية والأرواحية سابقاً. لا يمارس العديد من المواطنين شعائر دينهم بانتظام على الرغم من امتلاكهم لانتماء ديني صريح.
تعتنق الغالبية العظمى من مسلمي تشاد أحد التشعبات المعتدلة التابعة للإسلام الصوفي والذي يُعرف محلياً باسم التيجانية، حيث تضم التيجانية بعض العناصر الدينية الأفريقية المحلية. بينما تؤمن أقلية صغيرة من المسلمين (5-10% منهم) بمعتقدات أصولية متشددة والتي تقترن أحياناً بالنظم العقائدية السعودية كالوهابية أو السلفية. 
يمثل الروم الكاثوليك أكبر طائفة مسيحية في تشاد، بينما ينتمي معظم البروتستانت إلى مجموعات مسيحية إنجيلية مختلفة بمن فيهم أتباع كنيسة الفائز (كنيسة الإيمان الحية في جميع أنحاء العالم) في نيجيريا. كما تحتوي البلاد على أفراد من المجتمعات الدينية البهائية وشهود يهوه، تعتبر هاتين المجموعتين الدينيتين جديدتين لأنهما لم تدخلا البلاد إلا بعد الاستقلال في عام 1960.
يستمر المبشرون الأجانب الممثلون للجماعات الدينية المختلفة بالتبشير في البلاد.

## وضع حرية الاعتقاد

### الإطار الديني والسياسي
تنص المادة الأولى من دستور تشاد على أن الدولة علمانية، كما تؤكد على «فصل الدين عن الدولة».
ينصّ الدستور على حرية المعتقد، إلا أن الحكومة حظرت جماعة «الفايد الجارية» الدينية كما أنها ترصد الأنشطة الإسلامية عن طريق المجلس الإسلامي الأعلى الموالي للحكومة. كما ينصّ الدستور على أن تكون الدولة علمانية؛ إلا أنه توجد بعض السياسات التي انحازت عملياً للإسلام. على سبيل المثال، تقوم لجنة مؤلفة من أعضاء المجلس الأعلى للشؤون الإسلامية بالتعاون مع رئاسة الشؤون الدينية في وزارة الداخلية بتنظيم الحج والعمرة. انتقدت جمعية الكنائس الإنجيلية رحلات الحج المدعومة من قبل الحكومة لأنها تهز الموقف العلماني التقليدي للبلاد.
كما يشرف مكتب الشؤون الدينية والتقليدية في وزارة الداخلية بالتعاون مع الأمن العام على الشؤون الدينية. حيث يعتبر هذا المكتب مسؤولاً عن التوسط في النزاعات بين الطوائف والإبلاغ عن الممارسات الدينية وضمان حرية المعتقد. 
تلزم الحكومة قانوناً بمعاملة جميع الجماعات والطوائف الدينية بمساواة، إلا أن غير المسلمين يزعمون بأنه يوجد تفضيل في معاملة المسلمين. في الماضي، قيل إن الحكومة منحت الأراضي الحكومية لبعض الزعماء المسلمين بحجة بناء المساجد إلا أنها طلبت في الوقت ذاته من ممثلي الجماعات الدينية الأخرى شراء الأراضي بأسعار السوق لبناء أماكن للعبادة.
يشرف مدير الشؤون الدينية والتقليدية على الأمور الدينية. يعمل مدير الشؤون الدينية والتقليدية تحت إشراف وزير الداخلية، وهو مسؤول عن التحكيم في النزاعات بين الطوائف وضمان الحرية الدينية. كما يراقب هذا المدير الممارسات الدينية في الدولة العلمانية. يشرف المجلس الأعلى للشؤون الإسلامية على مدارس اللغة العربية ومؤسسات التعليم العالي بصفتها منظمة دينية مستقلة، كما أنها تمثل البلاد في الاجتماعات الإسلامية الدولية.
يتحمل المجلس الأعلى للشؤون الإسلامية مسؤولية تعيين الإمام الأكبر بالتعاون مع رئيس البلاد، حيث يعتبر الإمام الأكبر زعيماً روحياً لجميع المسلمين في البلاد وهو المشرف على الإمام الأعلى في كل منطقة إضافة إلى شغله لمنصب رئيس المجلس. ومن الناحية المبدئية، يتمتع الإمام الأكبر بسلطة تقييدية للنشاط التبشيري الذي تقوم به بعض الجماعات الإسلامية الأخرى في جميع أنحاء البلاد، كما أنه مسؤول عن تنظيم محتوى خطب المساجد وممارسة أنشطة الجمعيات الخيرية الإسلامية في البلاد. يعتبر الإمام الأكبر الحالي الشيخ حسين حسن أباكر ممثلاً للصوفية المعتدلة في الإسلام، كما يعتبر شخصية دينية معتدلة عموماً. تحدى بعض أتباع الطوائف الإسلامية الأخرى سلطته كونهم ملتزمين بتعاليم أصولية مستمدة من شرق وشمال أفريقيا والشرق الأوسط. 
يشارك الزعماء الدينيون في إدارة ثروة البلاد أيضاً، حيث يوجد ممثل عن المجتمع الديني في هيئة إدارة الإيرادات، وهي الهيئة المشرفة على تخصيص عائدات النفط. يتناوب القادة المسلمون والمسيحيون على هذا المنصب كل أربع سنوات. في عام 2004، سلّم الممثل المسلم جميع المسؤوليات لقس كاثوليكي عينته الطائفة المسيحية، وانتهت ولاية الممثل المسيحي في الهيئة في يونيو من عام 2007.
تطلب الحكومة من الجماعات الدينية التي تتضمن الجماعات التبشيرية الأجنبية والجماعات الدينية المحلية التسجيل لدى قسم الشؤون الدينية التابع لوزارة الداخلية. أنشأ هذا القسم خدمتين منفصلتين لكل من المسلمين والمسيحيين، إلا أنه لا يوجد أي تمييز عند التسجيل الذي يعتبر بمثابة اعتراف رسمي. لا يهدف التسجيل إلى منح أفضليات ضريبية أو غيرها من المزايا للجماعات الدينية على عكس التصورات الشائعة عن الأمر.
تحظر الحكومة أي نشاط «لا يخلق ظروفاً معززة للتعايش بين السكان»، حيث يطبق هذا الحظر على الجماعات المنظمة التي تعزز التوترات الطائفية في البلاد. حظرت الحكومة كلًا من «المنتدى الإسلامي» والرابطة العالمية لمنظمات الشباب الإسلامي كونهم يصورون العنف كمبدأ شرعي في الإسلام. 
لم تفرض أي قيود على المبشرين الأجانب بشكل عام، إلا أنهم مجبرون على التسجيل والحصول على إذن من وزارة الداخلين للقيام بمهامهم داخل البلاد، مثلهم في ذلك مثل الأجانب الآخرين الذين يسافرون ويعملون في أنحاء البلاد. لا يوجد أي تقرير يفيد بحظر الحكومة لأي مجموعة في الوقت الحالي.
تستخدم المدارس العامة اللغة الفرنسية في التدريس، كما يوجد بعض المدارس العامة التي تدرس باستخدام اللغة الفرنسية والعربية. تحظر الحكومة التعليم الديني في المدارس العامة على الرغم من سماحها للجماعات الدينية بإدارة المدارس الخاصة بلا قيود. ترى العديد من العائلات المسلمة أن المدارس الإسلامية هي فرصتها في تعليم أطفالها بعد أن أصبح الوضع التعليمي في المدارس الحكومية رديئاً. تحتوي معظم المدن الكبيرة في تشاد على مدرسة أو مدرستين دينيتين خاصتين على الأقل. وعلى الرغم من عدم نشر الحكومة لأي سجلات رسمية متعلقة بالتمويل المدرسي، إلا أن العرب هم من يمولون المدارس الإسلامية (الحكومات والمنظمات غير الحكومية والأفراد)، وخصوصاً السعوديين والمصريين والليبيين.
في الماضي، أبلغت العديد من منظمات حقوق الإنسان عن المشاكل التي يعاني منها الأطفال المهاجرون وطلاب بعض المدارس الإسلامية، حيث يجبرهم المدرسون على التسول مقابل الطعام والمال. لا يوجد أي تقارير موثّقة لعدد الأطفال المهاجرين. طالب المجلس الأعلى للشؤون الإسلامية بوضع حد فوري لهذه الممارسات، كما دعت الحكومة إلى إغلاق هذه المدارس. إلا أن المدارس ظلت مفتوحة بالرغم من محاولات الإصلاح هذه.

## التحول الديني القسري
لم تصدر الحكومة أي تقارير متعلقة بالتحول الديني القسري، إلا أنه يوجد تقرير يفيد بتحويل السجناء قسراً إلى الإسلام من قبل سجناء آخرين. تعتبر هذه التقارير موضع نزاع، حيث يجد العديد من المراقبين بمن فيهم مجموعات حقوق الإنسان صعوبة بالغة في التأكد من صحة استخدام الإكراه. تقول الحكومة إن حالات كهذه تمثل الطبيعة العنيفة لجماعات معينة في السجن، حيث تقوم هذه الجماعات باستخدام العنف ضد السجناء الآخرين ويحاولون انتزاع أموالهم.

## الانتهاكات المجتمعية والتمييز
لم ترد أي تقارير عن انتهاكات مجتمعية أو تمييز قائم على الاعتقاد أو الممارسات الدينية إلا ما ندر، وذلك على الرغم من التوتر بين المسيحيين والمسلمين وبين المسلمين المتطرفين والمعتدلين. تعقد اجتماعات منتظمة بين الزعماء الدينيين الرئيسين لمناقشة التعاون السلمي بين مجموعاتهم.